# Paracymoriza
Paracymoriza é um gênero de mariposa pertencente à família Crambidae.